# Бикон (Нью-Йорк)
Бикон (англ.  Beacon ) — город в округе Датчесс в штате Нью-Йорк США.

## Описание
Находится в юго-восточной части штата Нью-Йорк. Расположен у подножия горы Бикон, на восточном берегу реки Гудзон (в этом месте установлен мост в Ньюберг), в 58 милях (93 км) к северу от Нью-Йорка. Он стал городом, когда деревни, существовавшие в XVII веке Мэттеаван и Фишкилл-Лэндинг были объединены в 1913 году. Название было навеяно пожарами, которые пылали на вершине горы Бикон во время Американской революции, чтобы предупредить Джорджа Вашингтона о передвижениях британских войск; гора позже была курортом, а железная дорога Маунт-Бикон-Инклайн (эксплуатировалась в 1901—1972 годах) поднималась по её западному отрогу (1540 футов [469 метров] над рекой). Индустриализация началась после войны 1812 года, когда бизнесмен Джон Джейкоб Астор и другие построили хлопчатобумажную фабрику и литейный завод. Производственные мощности включают одежду, шляпы, столешницы и резиновые изделия. В городе также находится одна из крупнейших в мире мастерских по изготовлению художественных изделий. Усадьба Мадам Бретт (1709 г.) в Биконе и усадьба Ван Вик (1732 г.; местоположение военных судов во время Американской революции) в соседнем Фишкилле сохранены как музеи. Население в 2000 году — 13 808 жителей, в 2010 году — 15 541 жителей.

## Население
| 2010   | 2020    |
| ------ | ------- |
| 15 541 | ↘13 769 |